# 侧花海葵
侧花海葵（学名：Anthopleura sp.）为海葵科侧花海葵属的动物。在中国，分布于黄海等海域。